# Elliði Snær Viðarsson
Elliði Snær Viðarsson (* 15. November 1998 in Vestmannaeyjar) ist ein isländischer Handballspieler.

## Karriere

### Im Verein
Elliði Snær Viðarsson begann das Handballspielen bei ÍBV Vestmannaeyja. 2018 gewann er die Isländische Meisterschaft. 2020 wechselte er zum deutschen Zweitligisten VfL Gummersbach. 2022 stieg er mit Gummersbach in die Bundesliga auf.

### In Auswahlmannschaften
Er durchlief alle Jugendnationalmannschaften Islands. Mit der A-Nationalmannschaft nahm er an der Weltmeisterschaft 2021, Weltmeisterschaft 2023 und der Europameisterschaft 2022 teil. Bei der Europameisterschaft 2024 belegte er mit Island den 10. Platz. Bei der Weltmeisterschaft 2025 warf er elf Tore in sechs Spielen und belegte mit dem Team den 9. Platz.